# Wang Tiexin
Wang Tiexin (en chino: 王铁鑫; Anji, 24de febrero de 1989) es un deportista chino que compitió en remo.
Ganó una medalla de bronce en el Campeonato Mundial de Remo de 2014, en la prueba de cuatro scull ligero. Participó en dos Juegos Olímpicos de Verano, ocupando el décimo lugar en Londres 2012 y el octavo en Río de Janeiro 2016, en la prueba cuatro sin timonel ligero.

## Palmarés internacional
| Campeonato Mundial | Campeonato Mundial       | Campeonato Mundial | Campeonato Mundial  |
| Año                | Lugar                    | Medalla            | Prueba              |
| ------------------ | ------------------------ | ------------------ | ------------------- |
| 2014               | Ámsterdam (Países Bajos) | Medalla de bronce  | Cuatro scull ligero |